# Accidente ferroviario de Villar de los Álamos
El accidente ferroviario de Villar de los Álamos tuvo lugar en la estación homónima en la provincia de Salamanca, en España. Sucedió el 18 de diciembre de 1965 al chocar el sudexpreso París-Lisboa con el semidirecto Fuentes de Oñoro-Medina del Campo. Según los datos oficiales, fallecieron 31 personas y unas 60 resultaron heridas.

## Accidente

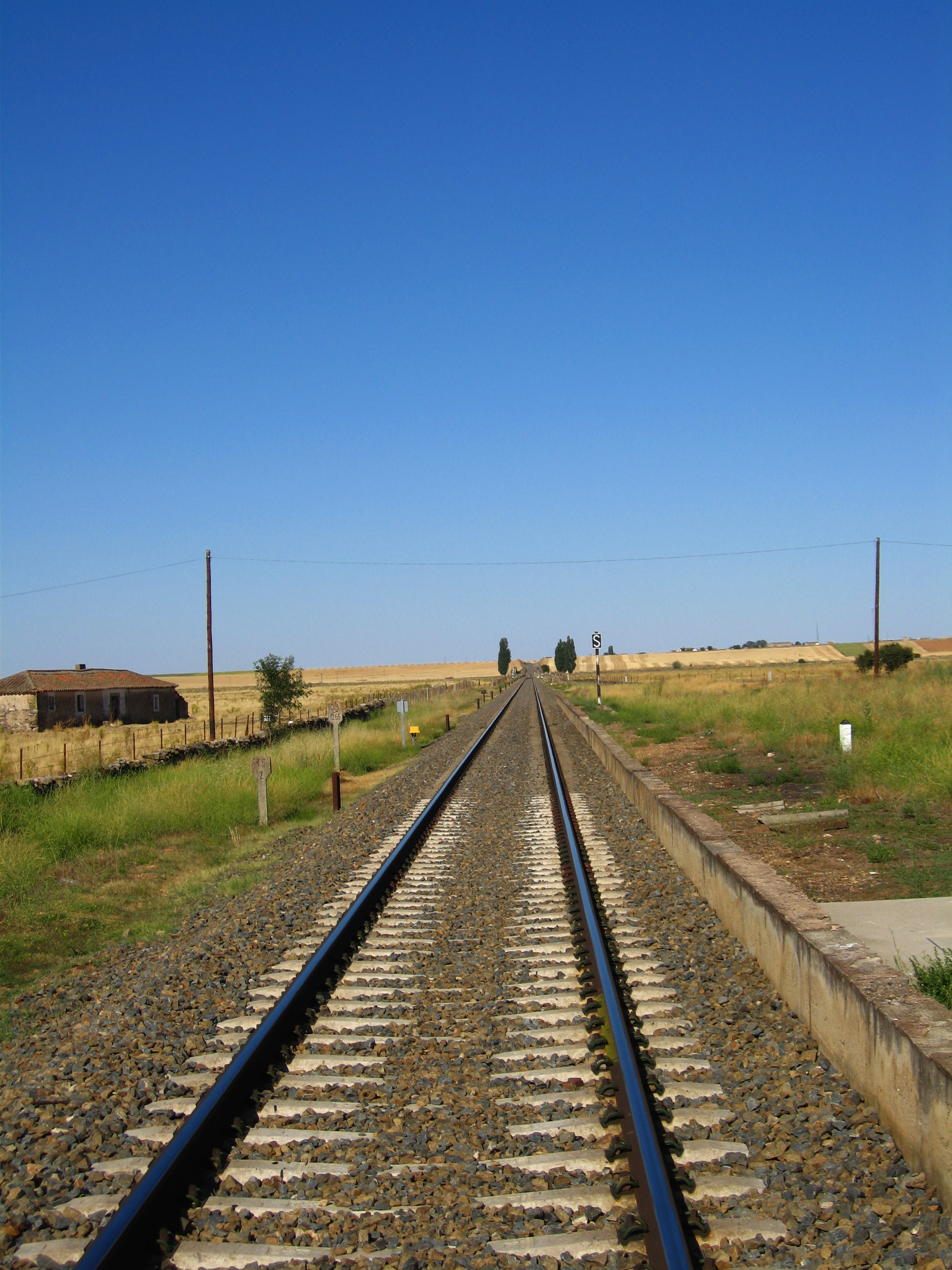
Vista del trazado ferroviario a la altura de la antigua estación de Villar de los Álamos, en 2008.

A las 09.11 horas del 18 de diciembre de 1965 el Sudexpreso n.º 18, que cubría la ruta Irún-Lisboa, chocó frontalmente con el Ómnibus/Correo n.º 1802 procedente de Fuentes de Oñoro y con destino Medina del Campo a la altura de la estación de Villar de los Álamos. El Sudexpreso había salido de Salamanca a las 08:55 horas con algo más de 4 horas de retraso, mientras que el ómnibus había efectuado su salida de Aldehuela de la Bóveda a las 09:06 horas y circulaba en sentido contrario al Sudexpreso. El ómnibus se detuvo en la entrada de la estación de Villar de los Álamos para cumplir la norma según la cual no podía entrar en la estación mientras otro tren preferente hacía lo mismo por el lado contrario. El Sudexpreso debía detenerse en la estación, en la vía principal, y así el ómnibus podría entrar, paralelo a él, por la vía derivada y efectuar el cruce. Por circunstancias que se desconocen, el Sudexpreso no se detuvo en la estación para realizar el cruce y, sin detenerse, colisionó frontalmente con el ómnibus que se encontraba parado, provocando más de 30 muertos y más de 60 heridos graves. 

## Balance de víctimas
Este choque frontal de dos trenes dejó 31 muertos y más de 60 heridos graves. Podría haber sido aun peor si el ómnibus hubiera estado circulando en el momento del choque en lugar de encontrarse detenido.

## Causas
La causa primera de este accidente se puede achacar claramente al retraso de más de 4 horas que arrastraba el Sudexpreso, lo que provocaba la irrupción de un tren que no debería circular a esas horas por esa vía. Provoca extrañeza que el Sudexpreso no parara en la estación de Villar de los Álamos. Esto pudo haberse debido a que la señalización no fue vista por el maquinista, debido a la intensa niebla. Al desconocimiento por parte del maquinista de la estación en que se iba a realizar el cruce con el ómnibus, o a la imposibilidad de detener el convoy, una vez activadas las señales de emergencia, pues circulaba a una altísima velocidad.
El accidente podría haberse evitado simplemente dejando entrar al ómnibus en la estación (aunque no tuviera preferencia) por la vía desviada y esperar allí al tren que circulaba en sentido contrario. De esta manera, dado que el Sudexpreso circulaba por la vía principal, el choque nunca se hubiera producido, aunque el Sudexpreso no hubiera realizado la parada en la estación de Villar de los Álamos. Pero técnicamente esto último era irrealizable, pues las antiguas medidas de seguridad de la estación, lo impedían.